# Parapsilocephala bifasciata
Parapsilocephala bifasciata är en tvåvingeart som beskrevs av White 1915. Parapsilocephala bifasciata ingår i släktet Parapsilocephala och familjen stilettflugor. Inga underarter finns listade i Catalogue of Life.